# Prisme d'yeux
Prisme d'yeux est un manifeste artistique québécois, rédigé par Jacques de Tonnancour et publié par Alfred Pellan le 4 février 1948. Son lancement, à la librairie Tranquille, arrive quelques mois avant celui du Refus global, plus radical. Il se veut ouvert à une multitude de points de vue. 

## Signataires
| - Louis Archambault - Léon Bellefleur - Jacques de Tonnancour - Albert Dumouchel - Gabriel Filion - Pierre Garneau - Arthur Gladu - Je Anonyme (Jean Benoît) | - Lucien Morin - Mimi Parent - Alfred Pellan - Jeanne Rhéaume - Goodridge Roberts - Roland Truchon - Gordon Webber |